# Fruit Ninja
Fruit Ninja es un videojuego para iOS, Android, PC, Windows Phone, Symbian y Bada, desarrollado por Halfbrick. Es uno de los juegos más populares de la App Store, con más de cuatro millones de copias vendidas.[cita requerida]

## El juego
En las partidas de Fruit Ninja, el jugador debe deslizar sus dedos en la pantalla o utilizar el ratón para partir en trozos las frutas que aparecen. Cada fruta aparece volando durante un tiempo limitado; si la fruta desaparece de la pantalla sin haber sido cortada, el jugador pierde una vida. Si el jugador ya ha perdido una vida al cumplir un múltiple de cien puntos, la gana de nuevo. El juego finaliza si el jugador pierde tres vidas o si rebana una bomba (las bombas aparecen cada cierto tiempo, y no deben ser tocadas). También aparecen las granadas de fruta que aparecen en cierto tiempo y el jugador tiene que deslizar el dedo o el ratón muchas veces para destruirla, las veces que le hayas deslizado es el puntaje.
El juego tiene gran variedad de hojas de corte y fondos, que estarán disponibles tras concretar diferentes "misiones", mientras que otras serán solo desbloqueables con "compra", utilizando los carambolos que nos entregan tras finalizar cualquier partida. Las frutas que aparecen en el juego son: sandías, manzanas verdes y rojas, peras, cocos, fresas, ciruelas, plátanos, maracuyás (frutas de la pasión), mangos, naranjas, limones, limas, melocotones, piñas, kiwis y carambolos.
En cualquiera de los modos de juego aparecerán mensajes tras cortar las frutas, y los más comunes son "crítical" ("crítico", cuando cortamos una fruta exactamente al medio), y los relacionados con los combos, que dependerán de cuántas frutas cortamos al mismo tiempo (de 3 en adelante).

## Modos de juego
Durante la preparación del juego se puede elegir entre tres diversos formas de juego:

### Modo clásico
En este modo se inicia con tres vidas que pueden perderse con cada fruta que no es cortada por el jugador, además se puede regenerar una vida con cada 100 puntos reunidos por el jugador, la partida acaba cuando una bomba es cortada o bien, cuando se pierden todas las vidas. Es el único modo del juego en el que no hay tiempo, pero a mayor puntaje mayor es la dificultad.

### Modo arcade
El modo de juego es reunir la mayor cantidad de puntos posibles durante un minuto, en este modo se le pueden lanzar bombas al jugador, pero estas no acabarán con la partida, sin embargo, le restarán 10 puntos del total. Otra de las particularidades que tiene es que aparecerán 3 plátanos especiales, que al ser cortados brindarán bonus especiales. Estas son: "Freeze" ("Congelación", un plátano blanco/celeste que ralentizará el juego, dejándolo temporalmente en "cámara lenta"), "Double Points" ("Puntos dobles", plátano amarillo y azul que temporalmente sumará el doble de puntos acumulados, incluyendo los combos y críticos), y "Frenzy" ("Frenesí", plátano amarillo y rojo que hará que aparezcan muchas frutas al mismo tiempo).
Ejemplo de este modo es el juego "Fruit Ninja Frenzy" que se puede jugar en internet o vía Facebook, donde incorpora los elementos de plátanos potenciadores, y suma cosas nuevas como los "batidos", que son ítems especiales que sirven al jugador para evitar que las bombas estallen, activar "combo relámpago", comienzo con muchas frutas juntas, etc.; La modalidad con respecto a los carambolos es diferente en cuanto que es muy difícil obtenerlos. Puede ser de 2 maneras: obtenerlos a través de la "Rueda del Sensei" (todos los días te regalan una partida), o completando diferentes desafíos. Una tercera manera es comprarlos a través de Facebook.

### Modo zen
En este modo no hay bombas y dura 1 minuto y 30 segundos, además de que hay abundancia de frutas que pueden proporcionarle al jugador la oportunidad de hacer varios combos. Dependiendo del mayor combo hecho por el jugador y de qué frutas está constituido, el sensei dirá una frase boba y bastante cómica al final de la partida como: "Pastel de plátano" cuando hay un combo de plátanos.
"Sandiamanía" cuando hay un combo de sandías.
"Vitamina C" cuando hay un combo de naranjas.
"Fila de limones" cuando hay un combo de limones.
"Cura contra el escorbuto" cuando hay un combo de limas.
"Canastilla llena" cuando hay un combo de fresas.
"Un grupo encantador" cuando hay un combo de cocos.
"Batido de mango" cuando hay un combo de mango.
"Ponche de la pasión" cuando hay un combo de maracuyás.
"Haz sudado" cuando hay un combo de piñas.